# Filosofia da linguagem comum
Filosofia da linguagem comum ou filosofia da linguagem ordinária ou, ainda, filosofia da linguagem cotidiana (em inglês, ordinary language philosophy) são denominações de um movimento filosófico que tem como pressuposto metodológico a ideia de que os problemas filosóficos tradicionais resultam de confusões conceptuais. Segundo seus adeptos, os filósofos frequentemente incorrem nessas confusões por distorcer ou desconsiderar o que as palavras realmente significam na linguagem cotidiana.
Essa abordagem requer tipicamente uma atenção a detalhes no emprego de palavras e expressões da língua natural. Também chamada de “Filosofia de Oxford”, essa orientação é associada às obras de vários filósofos que trabalhavam e ensinavam em Oxford em meados do século XX. Entre eles, destacam-se J. L. Austin, Gilbert Ryle e Peter Strawson. Fora do círculo de Oxford, o trabalho tardio de Wittgenstein é o exemplo mais destacado de filosofia da linguagem comum.
A referência à linguagem comum marca o contraste com concepções anteriores sobre o papel da linguagem na resolução de problemas filosóficos. Se para os filósofos do período clássico da análise filosófica (Frege, Russell, os positivistas lógicos) os problemas teriam de ser resolvidos por linguagens artificiais – mais precisas e exatas que a linguagem natural –, a ênfase do segundo Wittgenstein e dos filósofos de Oxford concentra-se nos conceitos tal como forjados pelos falantes da língua em situações concretas de uso das palavras.

## História
De início, a filosofia analítica adotou uma visão negativa em relação à linguagem comum. Bertrand Russell via a linguagem natural como demasiadamente imprecisa, ambígua e confusa; e, portanto, como um instrumento inadequado para a resolução de problemas metafísicos e epistemológicos. A proposta de Russell – bem como de Frege, do Círculo de Viena (especialmente Rudolf Carnap) e do jovem Wittgenstein – era o de adotar linguagens artificiais, precisas e exatas, exemplificadas pelos novos sistemas lógicos, como ferramenta para a solução de problemas que, desde a sua primeira formulação, foram inadequadamente discutidos e tratados em termos da linguagem comum.

## Gilbert Ryle
Um dos expoentes da filosofia de Oxford foi Gilbert Ryle (1900-1976). A seu respeito, conta-nos um de seus contemporâneos:
"Eu penso que Ryle foi o líder, brilhante e benevolente, da filosofia de Oxford no período do pós-guerra. O desenvolvimento e o florescimento do assunto deveram-se numa enorme proporção à sua visão e iniciativa."—  Peter Strawson.
Os primeiros trabalhos de Ryle adotavam ainda os pressupostos da primeira fase da filosofia analítica – desenvolvida nas três primeiras décadas do século XX.  Em “Systematically Misleading Expressions” [Expressões sistematicamente enganadoras], de 1932, Ryle afirmou que as expressões sistematicamente enganadoras são aquelas que apresentam uma forma gramatical incompatível com a “estrutura lógica dos fatos”. Uma característica típica dessas expressões seria a de produzir contradições e antinomias quando nos dedicássemos a extrair as suas consequências lógicas.
Em 1937, no texto “Categories” [Categorias], Ryle dá passos significativos em direção ao novo estilo de filosofia que iria caracterizar a sua obra e a de vários outros filósofos de Oxford. Nesse trabalho, ele sustenta que o trabalho do filósofo deve ser o de descobrir “erros categoriais”. Esses erros categoriais resultam da atribuição errônea de um conceito a uma determinada categoria simplesmente em razão de semelhanças superficiais. Tais erros são tipicamente recorrentes no tratamento de conceitos relacionados à categoria do mental. Ao falar de percepções, sensações, desejos, vontades, pensamentos e outros conceitos mentais, usamos proposições similares às que usamos para descrever objetos físicos. Assim como dizemos, por exemplo, "Eu tenho dicionários", também falamos coisas como "Eu tenho comichões" ou "Eu tenho vontade de viajar". Em razão dessa similaridade entre as formas gramaticais, somos levados a pensar que comichões e vontades são objetos, assim como dicionários. No entanto, o conceito de objeto pertence à categoria do físico, não do mental. Ao contrário dos objetos em geral, não temos posse de sensações e vontades.  Usar o conceito de objeto em associação com termos psicológicos é cometer, portanto, um erro categorial.
Em 1945, Ryle assume a cátedra Waynflete de Filosofia Metafísica em Oxford, e na conferência inaugural, chamada de “Argumentos filosóficos”, ele aprofunda as ideias anteriores e apresenta uma verdadeira declaração de princípios filosóficos: para ele, o filósofo deve “mapear os poderes lógicos das ideias”:
"As pessoas frequentemente sabem se situar numa localidade, embora sejam incapazes de descrever as distâncias ou direções entre as partes diferentes dessa localidade ou entre ela e outras localidades familiares (...) Nosso conhecimento cotidiano da geografia de nossas ideias é um caso semelhante."—  Ryle, "Argumentos Filosóficos".
Embora as pessoas saibam usar as expressões de sua língua em situações comuns, a falta de uma cartografia conceptual que mostre claramente as separações e distâncias entre os tipos a que pertencem os conceitos pode ensejar formas de pensamento absurdas. O filósofo, ao fazer o mapeamento de nossas ideias, pode identificar os pontos em que surgem as confusões de tipos (ou erros categoriais). Como a atribuição errônea de um conceito a um tipo que não lhe seja adequado leva inevitavelmente ao absurdo e ao paradoxo, Ryle considera que o principal instrumento à disposição do filósofo na tarefa de identificar as confusões de tipos ou erros categoriais é o argumento de reductio ad absurdum.
Em 1949, Ryle publica a sua obra-prima – The concept of mind [O conceito de mente] –, em que ataca veementemente o que chamou de “mito cartesiano” do “fantasma na máquina”. Esse mito cartesiano consiste na ideia tradicional de que o ser humano é um composto, em que se combinam e interagem uma substância física (o corpo) e uma substância imaterial (a mente). Para atacar isso que chamou de “doutrina oficial” sobre a mente humana, Ryle lança mão das ideias programáticas já apresentadas em seus trabalhos anteriores. Na base do mito cartesiano está uma variedade de erros categoriais. Ao falar sobre a mente, os filósofos presumem que os conceitos mentais funcionam exatamente como os conceitos que empregamos para falar de objetos físicos. Daí surgem vários equívocos como, por exemplo, imaginar que assim como podemos inspecionar os objetos físicos à nossa volta, podemos também introspectar objetos e eventos que se apresentam no interior da mente. Consequentemente, os filósofos tendem a imaginar que a mente é um “teatro privado” a que só o seu possuidor tem acesso privilegiado. Mas, segundo Ryle, essa concepção é incompatível com o uso comum que fazemos do vocabulário psicológico, pois o mito cartesiano pressupõe que apenas o próprio sujeito saiba quando crê em alguma coisa, tenciona ou deseja fazer alguma coisa ou se admira com alguma coisa, ao passo que em nosso discurso cotidiano afirmamos com segurança que alguém (outra pessoa) tem tais e tais desejos e acredita em tais e tais coisas. Para desfazer essas confusões e conclusões equivocadas, Ryle examina uma grande variedade de conceitos psicológicos a fim de mostrar que as suas regras de aplicação são diferentes das regras que regulam o vocabulário sobre os objetos físicos.

## John Langshaw  Austin
Outra grande influência na filosofia de Oxford na década de 1950 foi John Langshaw Austin (1911-1960). Suas famosas "reuniões das manhãs de sábado" foram responsáveis pela difusão da atitude e das técnicas geralmente associadas à filosofia da linguagem comum. Nessas reuniões, Austin conduzia discussões e atividades completamente diferentes dos tradicionais debates filosóficos. Os textos analisados eram variados: a Ética de Aristóteles, os Fundamentos da Aritmética de Frege, as Estruturas Sintáticas de Chomsky ou as Investigações Filosóficas de Wittgenstein. Igualmente variados eram os temas tratados. A ideia de que os usos das palavras obedecem regras levou ao exame minucioso de livros e manuais sobre regras de jogos. Na tentativa de entender os conceitos estéticos, Austin recomendava que se estudasse um livro de design para que se pudesse examinar como os termos estéticos são empregados em situações concretas. A metáfora proposta de Wittgenstein de que as palavras são como ferramentas sugeriu ao grupo um levantamento exaustivo de todas as palavras que poderiam estar associadas à noção de ferramenta. Em todas essas atividades, o objetivo era afastar o foco das grandes e eloquentes questões filosóficas - que poderiam deturpar e enviesar a investigação - e buscar o esclarecimento dos conceitos mediante um trabalho árduo e meticuloso sobre os conceitos que a língua natural colocava à disposição dos falantes.